# Театр Греції
Ця стаття висвітлює розвиток театрального мистецтва у сучасній Греції, від здобуття незалежності 1830 року. Про зародження грецького театру йдеться у статті Давньогрецький театр.

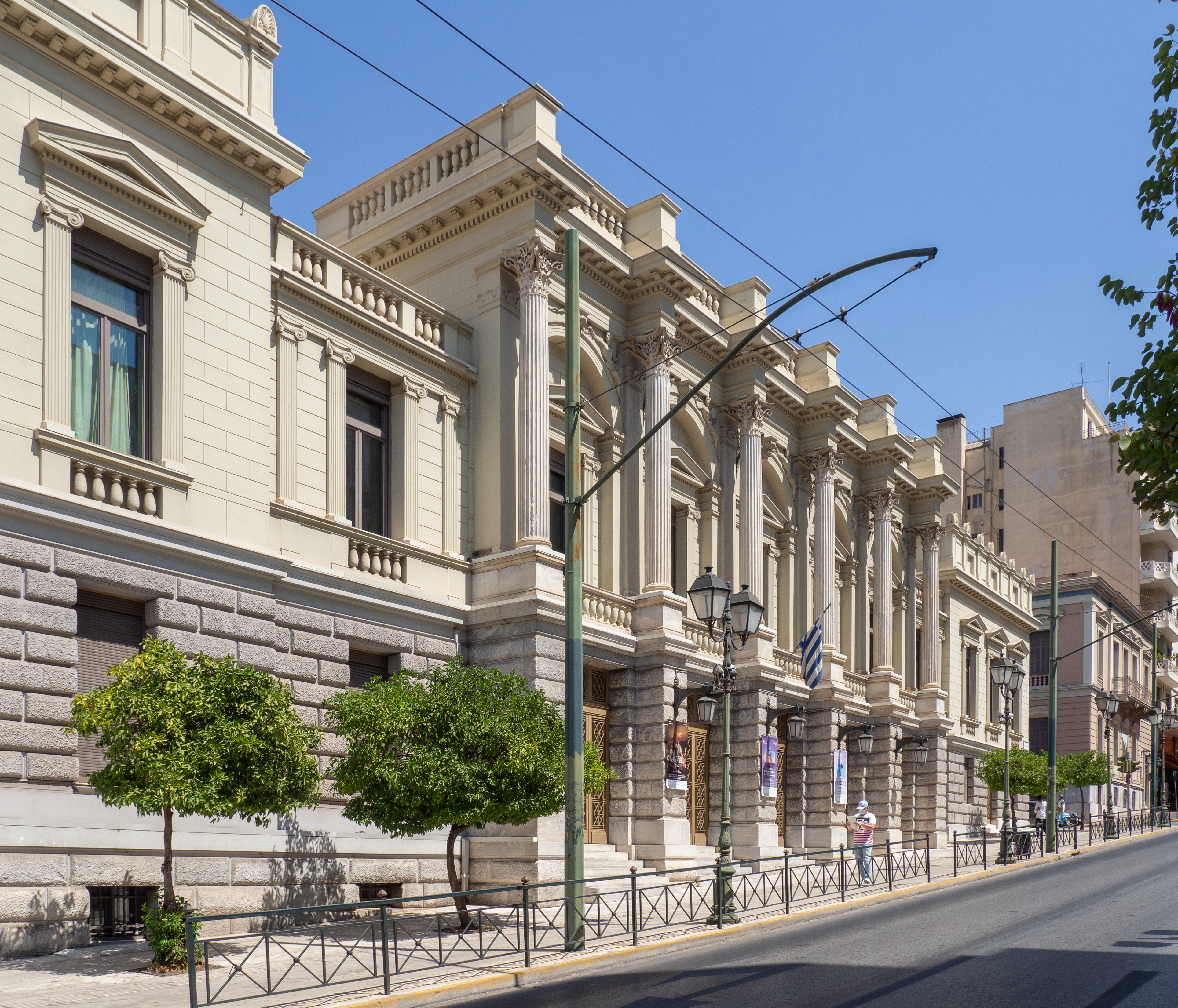
Найповажніший та найвідоміших серед сучасних грецьких театрів — Національний театр, Афіни

Театр Греції має чи не найдавніші традиції у світі, він виник у Стародавніх Афінах із культу бога родючості, виноградарства, а від так веселощів, Діоніса, майже одночасно із зародженням афінської демократії. У сучасній Греції історію та традиції давньогрецького театру продовжують переважно Національний театр Греції (місто Афіни), Національний театр Північної Греції (місто Салоніки) та дослідники театру.

## Драма
Турецьке ярмо перешкоджало розвитку новогрецького театру впродовж 15-18 століть. Зародки театрального мистецтва виникали лише на територіях, вільних від турецького завоювання: на початку 17 століття — на острові Крит, наприкінці 18 століття — на острові Закінф. Становлення театрального мистецтва на початку 19 століття пов'язане із національно-визвольною боротьбою грецького народу. Під впливом діяльності таємного революційного товариства «Філікі Етерія» в 1817—1821 роках створюються перші аматорські театральні трупи в Одесі та Бухаресті, де жили численні діячі грецького національно-визвольного руху. Ці трупи ставили тираноборчі за своїм сюжетом трагедії Вольтера і Альф'єрі, а також патріотичні п'єси новогрецьких авторів Г. Лассаніса — «Еллада й іноземець», «Гармодія й Аристогітон», І. Замбеліоса — «Тімолеон» та ін.
Після проголошення державної незалежності 1830 року почалося становлення національного театру. Цей процес був пов'язаний із подоланням серйозних труднощів (відсутність допомоги з боку держави, конкуренція іноземних труп). В Афінах перші спектаклі були поставлені в 1836, але постійні професійні трупи виникли лише на початку 60-х років. Велике місце в репертуарі цих труп займали історичичні драми сучасних грецьких письменників. Ставилися також п'єси Мольєра, Гольдоні, Шиллера, Гюго, Шекспіра (головним чином у переробках). У акторському виконанні переважали пихата декламація, штучний пафос. Серед великих акторів Греції середини 19 століття П. Суцас, Д. Тавуларіс, Д. Алексіадіс, П. Вонасера та ін. Наприкінці 19 століття визнання отримали трагедійні актриси Е. Параскевопулу, Е. Вероні і актор-романтик, виконавець шекспірівських ролей Н. Лекацас. У 90-ті роки особливим успіхом користувалися легкі комедії і ліричні драми з піснями «коміділліон». У цьому жанрі прославився комедійний актор Е. Пандопулос, гра якого відрізнялася рисами народності й реалізму.
На початку 20 століття К. Хрістоманос організував театр «Неа скіні» («Нова сцена», 1901), де поставив вистави: «Дика качка» Ібсена, «Нахлібник» Тургенєва, «Влада темряви», «Шинкарка» («Господарка готелю») та інші, а також реалістичні п'єси сучасних грецьких драматургів Г. Ксенопулоса («Таємниця графині Валерія»), Я. Камбісіса («Курди»), М. Авгеріса («Перед людьми»). Хрістоманос прагнув до створення акторського ансамблю, вимагав від акторів ретельної роботи над ролями, реалістичного трактування образів. Однак у творчості Хрістоманоса позначилися і натуралістичні тенденції. Надалі театр «Неа скіні» ставив безідейні розважальні п'єси. Незабаром театр прийшов до творчої кризи і в 1906 році припинив своє існування.
У 1901 році виник державний Королівський театр в Афінах, в якому працював один з перших грецьких режисерів Ф. Економу, що зробив великий внесок у розвиток акторського мистецтва і постановочної культури. На зламі 19-20 століть набули поширення п'єси на теми сучасного життя, написані грецькими авторами Г. Ксенопулосом, П. Нірванасом, Д. Тангопулосом, П. Хорн, Д. Богрісом та іншими. Ставилися твори західно-європейської і російської класичної драматургії. У акторському мистецтві посилилися реалістичні тенденції, які найбільш яскраво проявилися у творчості Е. Веакіса, М. Котопулі.
У 1910—1920 роки в грецькому театральному мистецтві помітні ознаки занепаду. Театри стають комерційними підприємствами, у них ставляться головним чином низькопробні бульварні п'єси. Окремі мистецькі досягнення пов'язані в цей період із творчістю актрис Котопулі і Ківели, які очолювали власні трупи, з діяльністю режисеру Економу в «Театрі консерваторії» (1917—1921) та ін. Спроби подолати кризу театру характеризують творчість режисера Фотоса Політіса, який поставив в 1925 у Товаристві грецького театру (засноване 1919 року) спектаклі «Едіп-цар» Софокла (з Е. Веакісом в головній ролі), «Ревізор», «Брати Карамазови» за Достоєвським. У 1927—1929 Політіс здійснює в Професійній школі театру постановку вистав, відзначених високими мистецькими достоїнствами — «Васілікос» Матесіса та ін.
У 1930 році прогресивний театр. діяч і драматург Васіліс Ротас створив «Народний театр», який проіснував до 1934 року. Спроби організувати постійні театральні колективи робив С. Мелас («Театр мистецтва», 1925, «Вільна сцена», 1929—1930). Значні в мистецькому відношенні спектаклі існували у 1934 у театрі «Народна сцена» режисера К. Кун («Ал-Кеста» Евріпіда, «Ерофілі» Хортакіса і ін.). Значною подією грецького театрального життя 30-х років стали спектаклі Афінського національного театру, заснованого у 1932 році, в якому працювали режисери Фотос Політіс і Дімітріс Ронтіріс. Значні постановки були створені в 1932—1934 роках театральним колективом, в якому працювали актриси М. Котопулі і Ківелі («Марія Стюарт» та ін.). З 1934 театр Котопулі об'єднав таких талановитих акторів, як П. Гаврилідіс, В. Логофетидіс, Д. Мірат, Г. Паппас, А. Яннідіс, тут ставилися сучасні реалістичні п'єси. У театрі, очолюваному В. Аргіропулосом (з 1924) йшли легкі комедії та фарси. У 1934 розпочав діяльність театр під керівництвом К. Мусуріса, в 1936 — театр під керівництвом Катерини Андреаді.
Фашистська диктатура (1936—1941) та іноземна окупація (1941—1944) перешкоджали розвитку прогресивних тенденцій в театральному мистецтві Греції. 1936 року фашистська цензура заборонила спектаклі «Далека дорога» Арбузова (театр Катерини Андреаді), «Свята Іоанна» Бернарда Шоу (театр Костаса Мусуріса). Заборонялася постановка п'єс прогресивних авторів, в тому чичслі історичні драми «Рігас Велестінліс» Васіліса Ротаса та ін.
Національно-визвольна боротьба 1941—1944 років і боротьба за демократію в роки після Другої світової війни поставили перед театром нові завдання, діячі театрального мистецтва прагнули відобразити у виставах інтереси широких народних мас, що борються за незалежність батьківщини. Це прагнення найбільш повно позначилося в творчості театру «об'єднаних артистів» (заснований 1945), в якому виступали такі актори: Е. Веакіс, А. Яннідіс, Г. Глінос, Міранда Теохарі, — працювали режисери Я. Сарандідіс, Т. Музенідіс, Г. Севастікоглу та інші. Поряд із творами «Феодора» Фотіадіса, «Пробудження» Кодзіаса, «Влітку ми пожнемо» А. Даміаноса, «Хто працює, той їсть» Н. Цекураса театр вперше в Греції поставив «Вороги», «Нашестя» і п'єси передових драматургів інших країн. Посилення політичної реакції призвело до закриття тектру в 1946, прогресивні театральні діячі зазнали переслідувань. У наступні роки передові актори, режісери і драматурги продовжували боротьбу за демократичне мистецтво.
У 1955 році був створений Грецький народний театр під керівництвом актора М. Катракіса, де були поставлені вистави: «Христа розпинають знову» по однойменним романом Н. Казандзакіса, «Сьомий день творіння» Іаковоса Камбанелліса, історична драма «Караїскакіс» Фотіадіса і Ставроса, «Фуентеовехуна» Лопе де Вега, «Ідіот» за Достоєвським та інші. У 40-50-х роках значною подією в театральному житті країни стали постановки Мистецького театру «Театрон техніс» (заснований 1942 року режисером К. Куном) — «Кавказький крейдяний круг» (1957), «Добрий чоловік з Сезуана»(1958), «Сходженню Артуро V можна було перешкодити» (1961) Брехта, «Двір чудес» І. Кампанелліса (1958), «Дядя Ваня» (1960). Серед вистав інших театрів — «Щоденник Анни Франк» Гудріч і Хакетт, «Людина, яка робить дощ» Наша, «Дама з камеліями» Дюма-сина (1956, 1959, театр Еллі Ламбеті — Д. Хорна), «Справа Дрейфуса» М. Скулудіса (1959, театр Д. Мірата), «Бравий солдат Швейк» за Гашеком, «Топаз» Паньоля (1956, 1958, театр М. Фотопулоса), «Філумена Мартурано» Де Філіпа (1959, театр К. Андреаді). У театрі, очолюваному видатним комедійним актором В. Логофетидісом, ставилися комедії Д. Псатаса, Йоргоса Руссоса та ін. У 1959 організовано «Нео театрон» під керівництвом В. Діамантопулоса і М. Алкея, тут ставилися вистави «Казка без назви» І. Кампанелліса, «Дерева помирають стоячи» Касона, «Життя Галілея» Брехта.
Розвиток грецького театру гальмували у цей період фінансові труднощі, в тому числі великі податки, відсутність допомоги з боку держави. Великі театральні діячі Д. Хорн, К. Андреаді, К. Мусуріс, що мали власні театральні трупи, все частіше звертаються до постановки легковагих «бульварних» п'єс. У роботі літніх театрів, організованих на один сезон, помітна тенденція до постановки пишних вистав-видовищ, які не відрізнялися високим рівнем театрального мистецтва.
Наприкінці 50 — початку 60-х років молоді режисери організували на противагу комерційним театрам трупи, що займалися експериментуванням, творчими пошуками. Режисер Т. Алкуліс у керованих ним «Театрі 1959» і «Театрі 1961» поставив спектаклі «Втрачений лист» Караджале, «Сива дівчина» Хе
Цзін-чжи і Дін Ні. Театр «Дванадцята завіса» ставить щорічно спектакль, що складається з 3 одноактних п'єс початківців грецьких драматургів. Творчий напрям цього театру сформувалося під впливом французького авангардизму.
У 1960 році основний театр «Порія» («Шлях») під керівництвом драматурга і режисера А. Даміаноса, що ставив головним чином п'єси сучасних драматургів. «Пірейскій театр» (заснований 1957), що працює під керівництвом режисера Д. Ронтіріса, в місті Пірей ставив п'єси Шекспіра, Шиллера, Есхіла, Софокла, П. Хорна, П. Кайаса та інших драматургів. У 1961 почав роботу Державний театр в Салоніках (реж. С. Карандінос). Серед інших відомих театральних діячів Греції — режисери П. Кацедіс, М. Плорітіс, М. Лігізос, М. Какояніс, Н. Хадзіскос; актори і актриси Алікі Вугуклакі, А. Александракіс, Е. Хадзіаргірі, А. Кацеліс, М. Меркурі, Н. Куркулос, А. Балака, Е. Верга, В. Завітсіану, Д. Карезі; сценографи М. Ангелопулос, Г. Анімояніс, Г. Вакало, Спірос Василіу, К. Клоніс, Я. Стефанелліс, Янніс Царухіс, А. Фокас.

## Опера

Марія Каллас

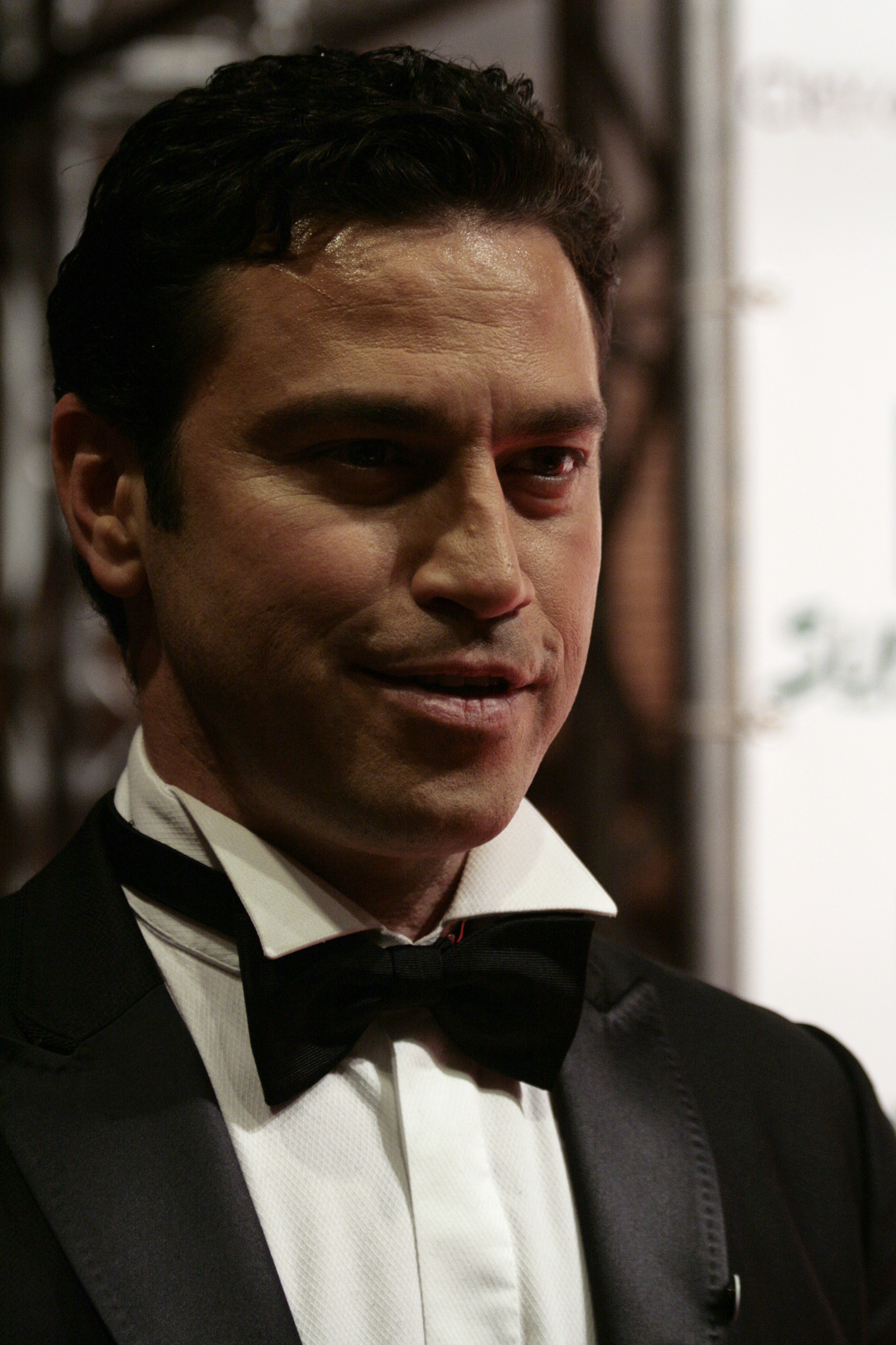
Маріос Франгуліс

До 80-х років XIX століття в Греції не було професійного оперного театру. В Афінах гастролювали італійські і французькі оперні трупи. Після 1867 року на островах Корфу і Закінф були поставлені аматорські оперні вистави, тут були виконані перші твори новогрецьких композиторів С. Ксіндаса, С. Самараса, П. Каррера та інших.
Перший виступ грецької професійної оперної трупи відбувся в Афінах у березні 1888 року (опера С. Ксіндаса «Кандидат у депутати»). З 1889 року ця трупа під керівництвом композитора і диригента Д. Лавранґаса здійснила постановки опер грецьких і західно-європейських композиторів у Афінах і інших містах Греції, а також за кордоном, в тому числі в Одесі 1890 року. Хоча цій трупі доводилося долати серйозні труднощі і діяльність її проходила із великими перервами, тут виросли перші національні оперні артисти — співаки Я. Апостолу, І. Анґелопулос, Н. Мораітіс, співачки Рени Влахопулу, А. Кіпаріссі та інші.
Спроба створення національної школи оперного мистецтва була здійснена в 1915—1919 роках композитором М. Каломірісом (опера «Кільце матері», 1917, та інші). У 1933 він створив Національну оперну трупу, що проіснувала два роки. Уривки з опер різних композиторів ставились учнями Афінської консерваторії (заснована в 1873 році). Відсутність постійної оперної трупи змушувала грецьких артистів шукати роботу за кордоном (М. Перрі, Е. Ніколаїді, А. Тассопулу, Уліс Лаппас, К. Енґоліфопулос, Нікос Мосхонас, М. Каллас і інші співаки).
Професійні оперетові трупи виникають у Греції після 1908 року, в них ставляться твори грецьких композиторів (Т. Сакелларідіс, Н. Хадзіапостолу) та оперети зарубіжних авторів. Розквіт оперети в Греції сягає 1910—1920 років і пов'язаний з ім'ям талановитого актора І. Папаіоанну.
У 1940 році в Афінах заснований перший в Греції державний музичний театр «Етнікі лірікі скіні», що ставить опери та оперети. У театрі були поставлені «Фіделіо» Бетховена, «Борис Годунов» Мусоргського, твори Верді, Россіні, Пуччіні, Моцарта, а також грецьких композиторів М. Каломіріса, Г. Склавоса та інших. Серед солістів цього театру — Рена Влахопулу, Н. Вутіру, Е. Гага-Спіропулу, В. Георгіу, Йоргос Дамасіотіс, Анті Захарату, Нувука Франґіа-Спіліопулу, Петрос Епітропакіс, Деметріо Стратос, Н. Захарос, Л. Іоаннідіс, Г. Коколіос, М. Короніс, оперний баритон Костас Пасхаліс, А. Пандазінос, Захос Танос та інші. Серед режісерів — Ф. Теологогідіс, Д. Рондіріс, А. Мінотіс, диригентів — А. Парідіс, А. Евангелатос, Л. Зорас.
Найвідомішим сучасним грецьким співаком є тенор Маріос Франгуліс, який завдяки своєму таланту здобув славу та популярність в усьому світі. Він співає п'ятьма мовами, якими, крім того, вільно володіє: італійською, іспанською, англійською, французькою та грецькою.

## Танець
Постійного балетного театру в Греції довго не існувало. Окремі балетні вистави ставились учнями приватних балетних шкіл К. Працика і танцювальними ансамблями під керівництвом Дори Страту, Раллу Ману та інших. В Афінах також працювали, так звані, театри огляду, що ставили комедійні сценки та музичні номери — жанр, що сформувався на зламі 19-20 століть. Найпопулярнішими акторами цього театру оперети в 20-50-ті роки 20 століття — П. Кіріакос, Я. Прінеас, К. Мавреас, Міміс Коккініс, Васіліс Авлонітіс, Орестіс Макріс. В розвиток естрадного театру великий внесок зробив Клеон Тріантафіллу. 1939 року в Афінах було офіційно засновано Національну оперу Греції, розвиток балетного мистецтва у якій є заслугою балерини та пізніше хореографа Тетяни Мамакі, уродженки Києва.
1953 року на схилі Пагорба Філопаппу зведено літній театр на 800 місць для виступів Театру грецького танцю «Дора Страту», який продовжує традиції народного грецького танцю та володіє унікальною колекцією народних костюмів найрізноманітніших грецьких регіонів. Виступи театру відбуваються зодня, окрім понеділка, при цьому щовечора трупа представляє іншу програму, комбінуючи танці різних місцевостей.